# Johann Peter Boelling

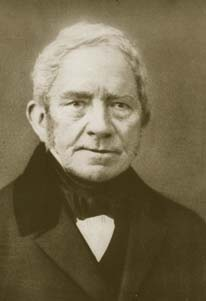
Joh. Peter Boelling, um 1850

Grabstätte der Familie Boelling auf dem evangelischen Friedhof in Mönchengladbach

Johann Peter Boelling (* 28. Juli 1773 in Elberfeld, heute Wuppertal; † 22. März 1857 in Mönchengladbach) war Textilfabrikant und Bürgermeister in Mönchengladbach.

## Leben
Peter Boelling wurde im bergischen Elberfeld geboren und kam 1798 nach Gladbach, wo er noch im gleichen Jahr eine Textilfabrik gründete. Boelling war einer der ersten rheinischen Fabrikanten, die Baumwolle statt des traditionellen Leinens verarbeiteten.
Aus seiner Ehe mit Anna Barbara Preyer gingen zwei Töchter hervor. Die Familie bewohnte ein repräsentatives Haus an der oberen Hindenburgstraße.
Schon kurz nach seinem Zuzug nahm Boelling regen Anteil am sozialen Leben seines neuen Wohnortes. 1801 finden wir ihn unter den Gründungsmitgliedern der noch heute bestehenden „Gesellschaft Erholung“. Sein unternehmerisches und kulturelles Auftreten führte letztlich dazu, dass ihm im Jahre 1808 das Amt des Maire von Gladbach übertragen wurde. 1809 kam die Verwaltung der Landbürgermeistereien Obergeburth und Unterniedergeburth hinzu.
Als Maire von Unterniedergeburth wirkte er nur kurz, bereits 1811 gab er dieses Amt wieder ab, in Gladbach und Obergeburth blieb er bis zum Ende der französischen Herrschaft am Niederrhein im Jahr 1814 im Amt.
Das Ende seiner Amtszeit als Bürgermeister markiert allerdings nicht das Ende seiner politischen Tätigkeit. Von 1814 bis 1846 war Boelling Stadtverordneter in Gladbach, von 1826 bis 1837 Deputierter im Rheinischen Provinziallandtag.
Auch seine Geschäftstätigkeit dehnte er aus und beteiligte sich in den 1820er Jahren an mehreren Textil- und Handelsunternehmen.
Bei der Gründung der Handelskammer für den Gladbacher Bezirk im Jahr 1838 wurde er zum ersten Vorsitzenden gewählt. Dieses Amt übte er bis ins Jahr 1848 aus.
Peter Boelling starb hochbetagt am 22. März 1857 und wurde auf dem evangelischen Friedhof an der Viersener Straße beigesetzt, die Grabstätte ist noch heute dort erhalten.
Im Jahr 2001 wurde in Erinnerung an Johann Peter Boelling der vor dem Gebäude der Gesellschaft Erholung liegende Platz in „Johann-Peter-Boelling-Platz“ umbenannt.